# 高雄大學路
高雄大學路（英語：Kaohsiung University Road）為高雄市北高雄地區重要道路，起端為大學南路口，末端為援中路口。

## 行經行政區域
- 楠梓區

## 主要設施
- 國立高雄大學
- 藍田公園
- 援中棒球場
- 高雄市立楠梓足球場
- 後勁溪

## 公共自行車
- 高雄市公共自行車租賃系統：
  - 高雄大學：高雄大學路/大學南路口(西北側)
  - 高雄大學活動中心：大學南路/高雄大學路口
  - 藍田公園(高雄大學路側)：高雄大學路/藍田路口東北側
  - 楠梓文中足球場：高雄大學路/大學十街(東南側)

## 相關連結
- 高雄市主要道路列表